# Línea de la Costa (Rosario)
Línea de la Costa es una línea de transporte urbano de pasajeros de la ciudad de Rosario, Argentina.
Surgida luego de 1986, no tiene denominación anterior. Circuló en períodos estivales bajo denominación de línea 163, operada por las empresas Transporte Automotor Nicolás Avellaneda S.R.L. (T.A.N.A. S.R.L.), y luego por Transportes La Florida S.R.L. Desaparece en 1999.
En 2005 reaparece como "Línea de la Costa", operada por la Sociedad del Estado Municipal para el Transporte Urbano Rosario -SEMTUR- hasta el 31 de diciembre de 2018. A partir de 2019, la empresa Movi se hace cargo de la explotación de esta línea.
Circula sólo en período estival y excepcionalmente los 21 de septiembre de cada año por celebrarse el Día de la Primavera.

## Recorrido

### Línea de la Costa
10:30 - 20:25 Servicio diurno.
|  | BOOT | KBHFa |  |

|  |  | BHF |

|  |  | BHF |

|  |  | BHF |

|  |  | BHF |

|  |  | BHF |

|  |  | BHF |

|  |  | BHF |

|  |  | hKRZWae |

|  |  | BHF |

|  |  | BHF |

|  |  | BHF |

|  |  | BHF |

|  |  | BHF |

|  |  | BHF |

|  | STR+l | ABZgr |  |

| CONTf | BHF | STR |  |

| CONTf | TUNNEL1 | STR |  |

| lDAMPF | BHF | STR |  |

|  | STR | BHF | CONTg |

|  | STR | BHF | ARCH |

|  | STR | BHF | CONTg |

|  | STRl | vSTR+r-SHI1+r |  |

|  | CONTf | vBHF | CONTg |

|  | STR+l | vSTRr-SHI1r |  |

| BUS2 | DST | STR |  |

| CONTf | BHF | STR |  |

| CONTf | BHF | STR |  |

|  | STR | BHF | CONTg |

|  | STR | BHF | BOOT |

|  | STRl | STRr |  |